# Caledoniscincus orestes
Espèce
Statut de conservation UICN

 EN B1ab(i,ii,iii,iv,v)+2ab(i,ii,iii,iv,v) : En danger
Caledoniscincus orestes est une espèce de sauriens de la famille des Scincidae.

## Répartition
Cette espèce est endémique de Grande Terre en Nouvelle-Calédonie. Elle se rencontre jusqu'à 1 600 m d'altitude.

## Publication originale
- Sadlier, 1987 : A review of the scincid lizards of New Caledonia. Records of the Australian Museum, vol. 39, no 1, p. 1-66 (texte intégral).